# نصف‌النهار ۱۶ درجه شرقی

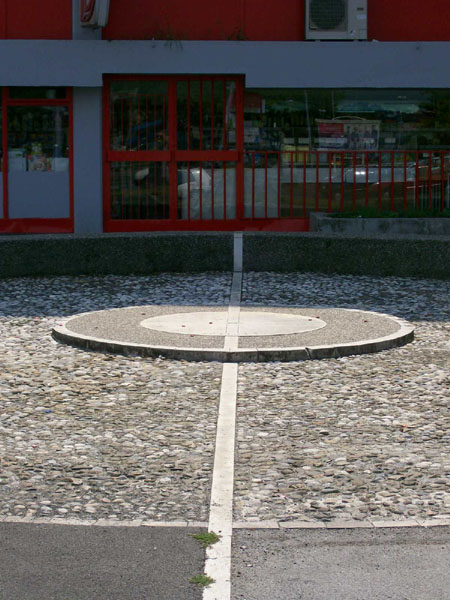
محل عبور نصف‌النهار ۱۶ درجه شرقی از زاگرب کرواسی

نصف‌النهار ۱۶ درجه شرقی ۱۶مین نصف‌النهار شرقی از گرینویچ است که از لحاظ زمانی ۱ساعت و ۴دقیقه با گرینویچ اختلاف زمانی دارد.
این نصف‌النهار از قطب شمال شروع و از مناطق زیر گذشته و به قطب جنوب ختم می‌شود.
- قاره اروپا
- قاره آفریقا
- اقیانوس اطلس